# Amt Dorf Mecklenburg

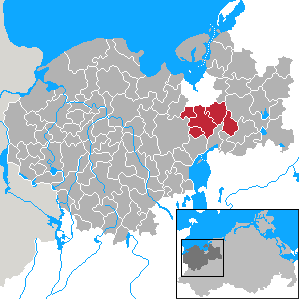
Amt Dorf Mecklenburg im Landkreis Nordwestmecklenburg

Im Amt Dorf Mecklenburg im Landkreis Nordwestmecklenburg in Mecklenburg-Vorpommern mit Sitz in der Gemeinde Dorf Mecklenburg waren die fünf Gemeinden Dorf Mecklenburg, Groß Stieten, Lübow, Metelsdorf und Schimm zur Erledigung ihrer Verwaltungsgeschäfte zusammengeschlossen. 
Das Amt bestand nur wenige Jahre und wurde am 1. Januar 2005 aufgelöst. Alle amtsangehörigen Gemeinden wurden zusammen mit den Gemeinden des Amtes Bad Kleinen sowie den Gemeinden Barnekow und Gägelow aus dem Amt Gägelow in das neue Amt Dorf Mecklenburg-Bad Kleinen überführt.